# Cossoïdeus
Els cossoïdeus (Cossoidea) són una superfamília de lepidòpters del subordre Glossata.
El seu clade germà és Sesioidea. De vegades, els Limacodidae s'inclouen en aquest grup.

## Sèries i Famílies
- Cossoïdeu - 
  - Cossidae - Dudgeoneidae

- Limacodiformes
  - Cyclotornidae - Epipyropidae - Dalceridae - Limacodidae